# スノータイヤ

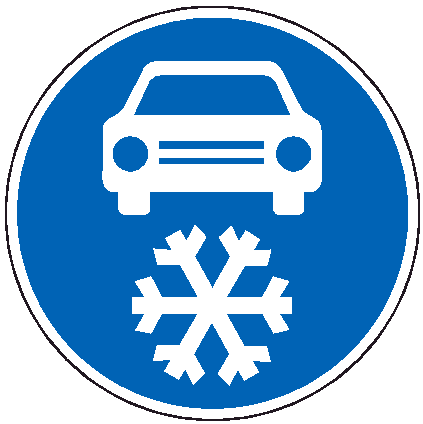
2008年よりチェコで運用が始まった"冬装備"道路標識。この標識下ではスノータイヤの使用が義務付けられる。

スノータイヤ（英: Snow tires）とは、自動車のタイヤのうち、冬の積雪下でも安全に走行出来るように設計されたタイヤ全般を指す言葉である。スノータイヤはウィンタータイヤ (winter tires) とも呼ばれ、日本ではこれを直訳して冬タイヤと呼ぶことがある。
スタッドレスタイヤはスノータイヤに含まれ、今日では冬用のタイヤと言えばほぼスタッドレスタイヤと考えられる。ただし、工業規格として両者は明確に区別されている。スタッドレスタイヤはスパイクタイヤの代替品として生まれた、スノータイヤを更新する新規格である。

## 構造

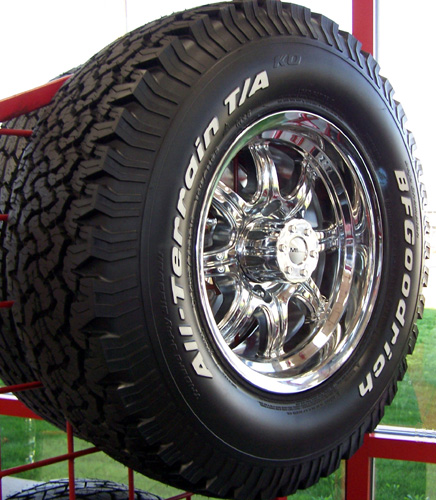
4WD車の夏タイヤとして装着例の多いオールテレーンタイヤ。M&S表記がされているため、スノータイヤとしても一応は使用可能であるが、凍結路では実用にならない。

スノータイヤは一般的に、ノーマルタイヤやオールテレーンタイヤとは異なるゴム組成物を用いて製造される。スノータイヤのゴムは氷点下などの低温でもしなやかさを失わず、雪をトレッド内部に掻き込むように路面に食いつくことでノーマルタイヤよりも優れたトラクション性能を発揮する。

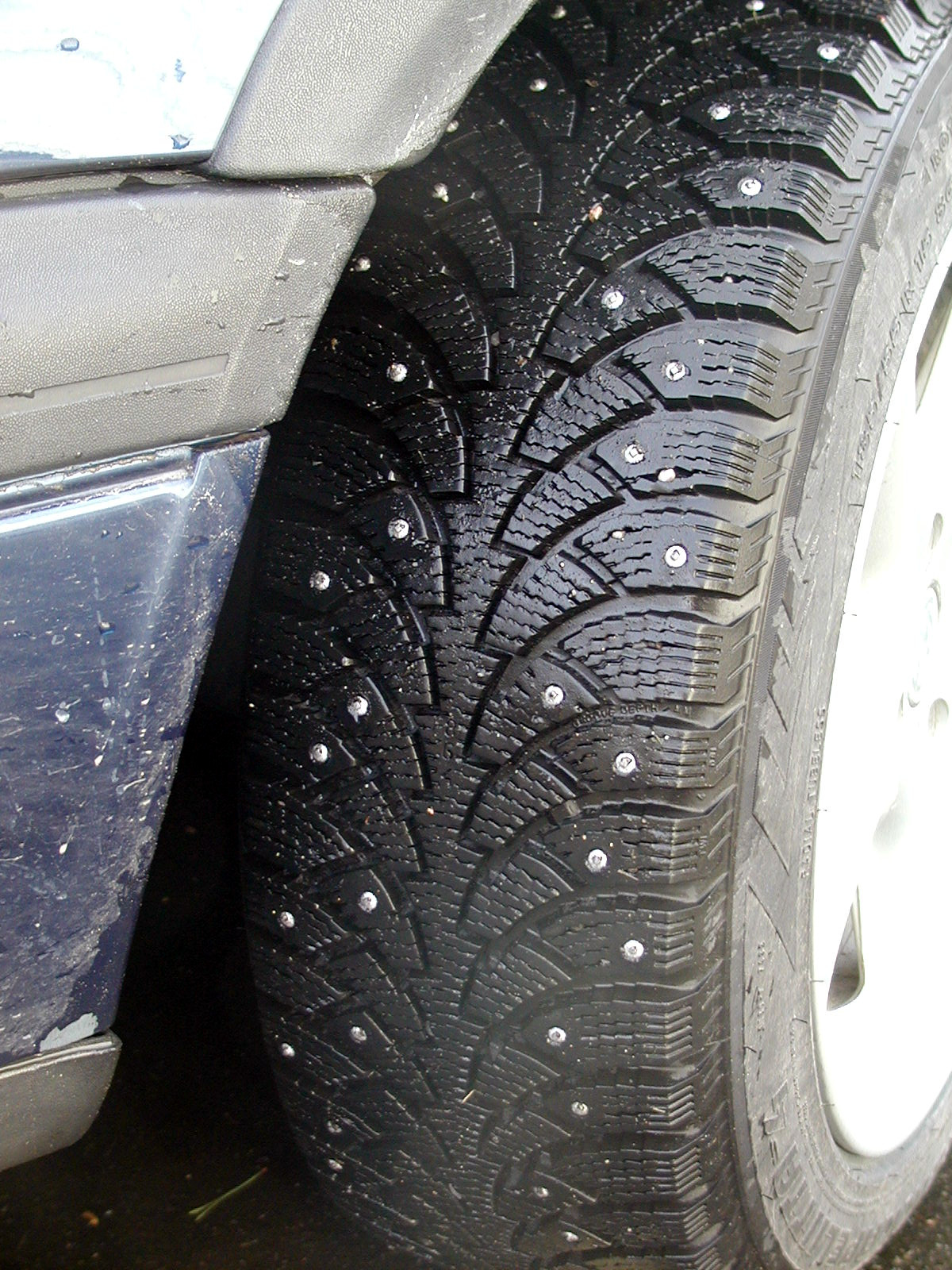
スパイクを打ち込んだスノータイヤ

現在の日本では使用が禁止されているが、地域によってはスノータイヤの氷上グリップ性能を補助する為に金属製のスタッド（スパイク）をトレッド面に打ち込んだスパイクタイヤの使用が認められている国も存在する。

## 種類

### スノータイヤ
ここで示すスノータイヤとは、スタッドレスタイヤが登場する以前、まだスパイクタイヤの使用が禁止されていなかった時代のノンスタッドタイヤを指す。
当時のスノータイヤはマッドテレーンタイヤをベースにトレッドパターンをやや複雑化しただけの簡単なもので、特に積雪状態の路面での性能は十分な雪柱せん断力もあり、現在のスタッドレスタイヤに比べれば良好ではあったが、反面、氷上性能はゴム質が通常のタイヤと同じな為に大きく不足していた。そのため、スパイクを打ち込んでスパイクタイヤとする事が豪雪地帯においては一般的であった。タイヤのサイドウォールにはSNOWの表記がなされていることで、夏タイヤとの区別が行うことができた。

### スパイクタイヤ
スノータイヤに金属製のスパイクを打ち込んで氷上のグリップ性能を強化したもの。
極めて強力なグリップ力を示す反面、路面を削って深刻な粉塵公害を引き起こしたため、北欧などの積雪が少ない寒冷地帯を除いて世界的に使用が禁止されつつある。
日本においては1990年（平成2年）6月27日のスパイクタイヤ粉じんの発生の防止に関する法律の成立をもって、緊急自動車や肢体に6級以上の障害がある身体障害者が運転する車両などの例外を除き、正式に公道上での使用が禁止された。

### スタッドレスタイヤ
スパイクタイヤの法規制発動後に各国で一挙に開発が進んだ新しいスノータイヤで、旧来のスノータイヤと異なりスパイクを打ち込まなくとも凍結路で十分なグリップ性能を発揮出来るように、トレッドパターンやゴム材質にも特別な設計が施されているのが特徴である。
日本で販売されるスタッドレスタイヤのサイドウォールにはSTUDLESSの表記がされており、その他のタイヤとの区別が容易に行うことができるようになっている。

### マッド&スノータイヤ

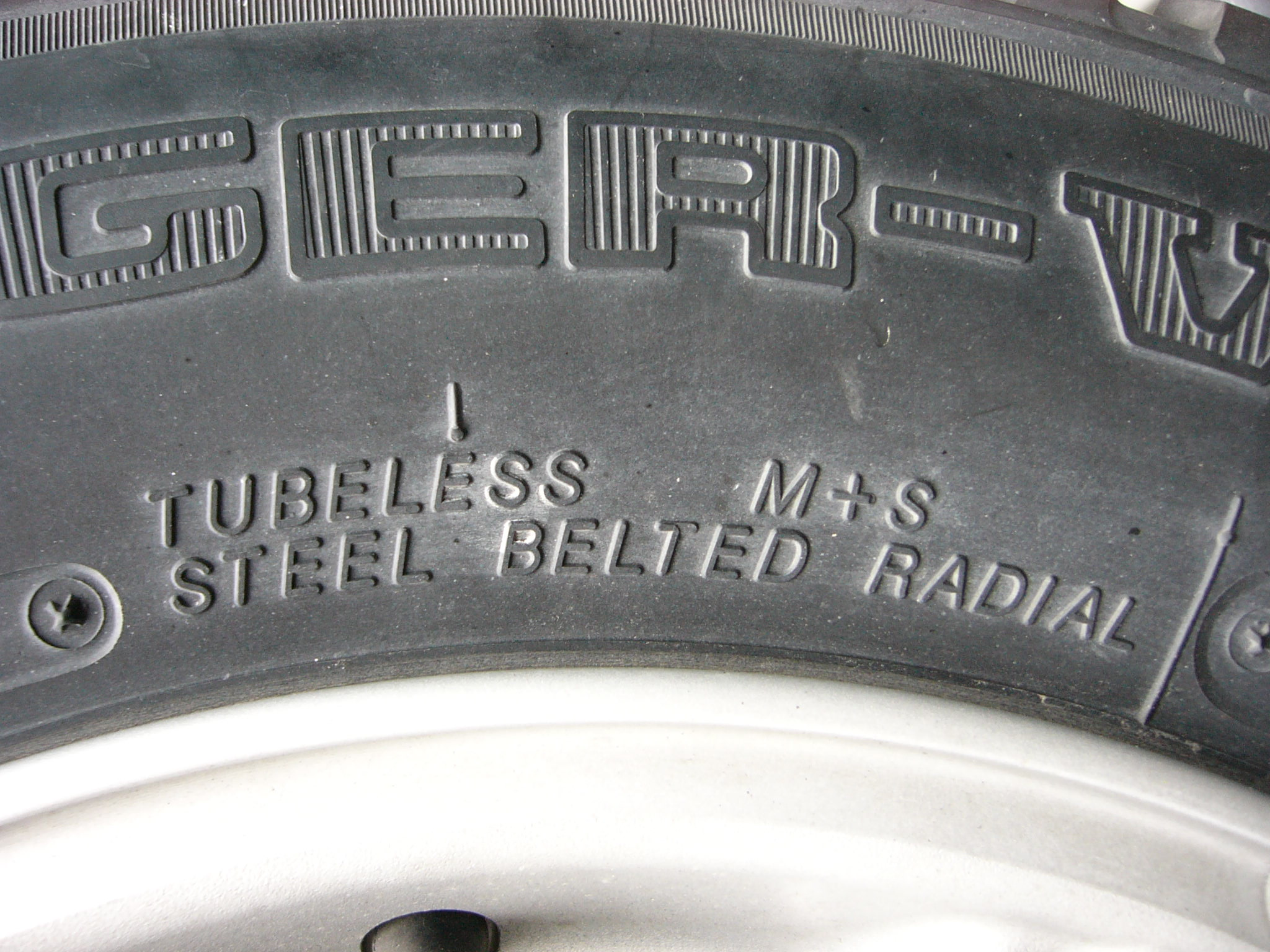
オールシーズンタイヤにおけるマッド+スノー(M+S)表記例。こうしたタイヤもスノータイヤとして一応は使用可能である。

泥濘地などのオフロード、及び積雪路面に対応したタイヤで、このようなタイヤにはMud and Snowを示すM&S若しくはM+Sの表記がタイヤのサイドウォールに表記されている。
冬タイヤ専用のスタッドレスタイヤの他にも、オールシーズンタイヤ、オールテレーンタイヤ、マッドテレーンタイヤにもマッド&スノーの表記がされている。これらのタイヤは絶対的な性能は専用品の冬タイヤに比べて劣るものの、完全な夏タイヤに比べてある程度までは積雪路面にも対応が可能なため、気候（路面）の変化が激しい国では純粋な夏タイヤよりも需要が高い傾向がある。

### 厳冬期対応タイヤ

Severe Service Emblem

北欧や欧米などで販売されるスノータイヤには「スノーフレークマーク」（雪の結晶があしらわれた山の印）が記載されていることがある。このマークはThree-peak Mountain Snowflake Symbol（3PMFSまたは3PMF）やSevere Service Emblemと呼ばれ、極めて厳しい寒冷地においても十分な性能を示す事をASTMの公的試験によって認証されたタイヤである事を示している。
元々マッド&スノー表記がされたオールシーズンタイヤの利用が盛んであった地域では、マッド&スノーの表記を過信して厳冬期までそのまま履き続けて重大な事故に至るケースが後を絶たなかったことから、アメリカ合衆国タイヤ製造者協会（USTMA）とラバー・アソシエーション・オブ・カナダ（RAC）の協議により、1999年から新たにこのようなマークが制定された。日本におけるSTUDLESS表記と同様に、欧米ではマッド&スノーに加えてこのマークが表記されているものが、真の意味で信頼性の高いスノータイヤであるという認識の元で販売が行われている。